# Тодорка Каменова
Тодорка (Дора) Каменова Гюлеметова е българска изкуствоведка.

## Биография
Тодорка Каменова е родена на 7 ноември 1939 г. в София.
Завършва Художествената гимназия, а след това и Художествената академия в София при проф. Веселин Стайков, специалност илюстрация. Съпруга е на починалия през 2004 г. български художник Кирил Гюлеметов.
Следва история на изкуството в Санкт Петербург. Доктор на изкуствознанието (1986). Преподавател по история на изкуството в Художествената академия и Университета по архитектура, строителство и геодезия в София, както и в Югозападния университет „Неофит Рилски“ в Благоевград.

## Книги
- „Сидония Атанасова“ (БХ 1974)
- „Сеславската църква“ (БХ 1977)
- „Стенописите на Искрецкия манастир“ (БХ 1984)
- „Изобразително изкуство и музика“ (БХ 1985)
- „Малките холандци“ (БХ 1986)
- „Рилският манастир“ (Септември 1988)
- „Музикантите от улица Цибра 1“ (Магоарт 2015)